# V371 Возничего
V371 Возничего (лат. V371 Aurigae) — двойная затменная переменная звезда типа Алголя (EA) в созвездии Возничего на расстоянии приблизительно 5886 световых лет (около 1805 парсеков) от Солнца. Видимая звёздная величина звезды — от +16,9m до +15,5m. Орбитальный период — около 1,2108 суток.

## Характеристики
Первый компонент — жёлтая звезда спектрального класса G. Радиус — около 1,68 солнечного, светимость — около 2,13 солнечных. Эффективная температура — около 5377 К.